# 交響組曲 科学忍者隊ガッチャマン
『交響組曲 科学忍者隊ガッチャマン』（こうきょうくみきょく かがくにんじゃたいガッチャマン）は、劇場アニメ映画『科学忍者隊ガッチャマン』のサウンドトラック・アルバム。1978年7月10日にLPレコードとして、日本コロムビアから発売された。その後、1995年6月1日、2003年9月25日にCDとして再発売された（#リリース一覧を参照）。

## 解説
1977年夏に発売された『宇宙戦艦ヤマト』のドラマ編LPレコードおよび同劇場版のヒットを受け、同秋以降、『科学忍者隊ガッチャマン』などの人気アニメ作品のドラマ編LPレコードが続々と発売された。
『ヤマト』の主題歌で人気上昇中だったささきいさおが『ガッチャマン』でコンドルのジョー役を演じていた（声優業は佐々木功名義）こともあり、『ガッチャマン』のドラマ編LPにはジョーの視点から歌われた新曲2曲（ささきが作詞・作曲・歌を担当）も収録された。
そして、1978年4月からラジオドラマ版の放送が始まり、7月からは劇場版（『ヤマト』同様、テレビ版を再編集したもの）が公開されることになった。
1977年12月に発売されたLPレコード『交響組曲 宇宙戦艦ヤマト』が好評だったことから、劇場版『ガッチャマン』のBGM（サウンドトラック）も『交響組曲』形式で新録音された。ただし、作曲・編曲はテレビ版の小林亜星（主題歌作曲）、ボブ佐久間（主題歌編曲およびBGM作曲・編曲）ではなく、すぎやまこういちが担当。一部、テレビ版主題歌「ガッチャマンの歌」のフレーズが新編曲で使われた以外は、全て新曲であった。また、NHK交響楽団がアニメのBGMを初めて演奏するということで話題を呼んだ。ちなみに、劇場版『ガッチャマン』用には歌詞入りの楽曲（主題歌など）は作られなかった。
LPレコード『交響組曲 科学忍者隊ガッチャマン』は、劇場公開直前の1978年7月10日に発売された。その帯では、「アニメ映画サントラをNHK交響楽団初めて演奏!!」「君は聞いたか! 悲しい宿命を背負った健とジョーの悲痛な叫びを!!」などと謳われていた。
劇場版公開後の1978年秋からテレビ放送開始となった『科学忍者隊ガッチャマンII』の主題歌・挿入歌の作曲・編曲もすぎやまこういちが担当。同エンディングテーマ「明日夢みて」の間奏や挿入歌「燃ゆる火の鳥」の前奏などに、『交響組曲 科学忍者隊ガッチャマン』のフレーズが引用された。
すぎやまはこれを皮切りに、『サイボーグ009』（第2期）、『伝説巨神イデオン』といったアニメ作品のBGMも担当するようになった。また、テレビゲーム『ドラゴンクエストシリーズ』のBGMも第1作から担当しており、やはり『交響組曲』形式のCDを出し続けている。
3曲目「時の子守唄〜レッドインパルスのテーマ」は、後にすぎやまが音楽を担当したゲーム『ドラゴンクエストVI 幻の大地』（DQVI）のエンディングテーマ「時の子守唄」として使用された。すぎやまによると、アニメでの使われ方は気に入るものではなく権利を返却して貰った後ずっと温めていたところ、『DQVI』が自分のイメージにピッタリ当てはまったためアレンジした上でエンディングに使用したという。また、10曲目「エピローグ〜平和そして危機への予感」の一部は、後に『ドラゴンクエストII 悪霊の神々』（DQII）のリメイク版での追加曲である「パストラール〜カタストロフ」の前半部分として使用されている。

## 製作
- 作曲・編曲・指揮[6]：すぎやまこういち
- 「ガッチャマンの歌」作曲[6]：小林亜星
- 演奏[6]：NHK交響楽団
- コンサートマスター[6]：徳永二男（ヴァイオリン）
- ゲスト演奏者[6]：村上秀一（ドラムス）、羽田健太郎（ピアノ）、安川ひろし（Eギター)、高水健司(Eベース)、白磯孝（トランペット）、村岡健（テナー・サックス）、安倍圭子（マリンバ）ほか

## 収録曲
1. プロローグ〜物語への導入
PROLOGUE - Introduction for the Story
2. ガッチャマンのテーマ
THE THEME OF GATCHAMAN
3. 時の子守唄〜レッドインパルスのテーマ
LULLABY - The Theme of RED IMPULSE
4. 大都会の夜
THE NIGHT OF GREAT CITY
5. 戦闘
THE BATTLE
6. ガッチャマンの歌
THE SONG OF GATCHAMAN
7. ジョーのテーマ
THE THEME OF JOE
8. エレジー〜ジョーの死
ELEGY - Joe's Death
9. 総裁Xのテーマ
THE THEME OF GOVERNOR X
10. エピローグ〜平和そして危機への予感
EPILOGUE - Peace and a Premonition of a Crisis

## リリース一覧
| 国   | 発売日        | 規格 | 規格品番   | 備考                |
| ---- | ------------- | ---- | ---------- | ------------------- |
| 日本 | 1978年7月10日 | LP   | CQ-7009    |                     |
| 日本 | 1995年6月1日  | CD   | COCC-12585 |                     |
| 日本 | 2003年9月25日 | CD   | COCC-72006 | ANIMEX 1200シリーズ |

## 関連音盤
科学忍者隊ガッチャマン（CS-7042）
1977年10月発売のLP。
テレビ版第1作の名場面集（ドラマ編）で、同主題歌2曲+新曲「一緒に歩こうこの道を」「さらば友よ」（4曲ともレコード用フルサイズ音源）を併録。オープニングテーマの前には、主役5人による名乗りも入れられていた。
科学忍者隊ガッチャマン（SCS-389）
1977年11月発売のシングル。
CS-7042から「一緒に歩こうこの道を」「さらば友よ」がシングル・カットされた。